# St. Louis Film Critics Association Awards 2018
15. ročník předávání cen asociace St. Louis Film Critics Association se konal dne 16. prosince 2018. Nominace byly oznámeny dne 9. prosince 2018.

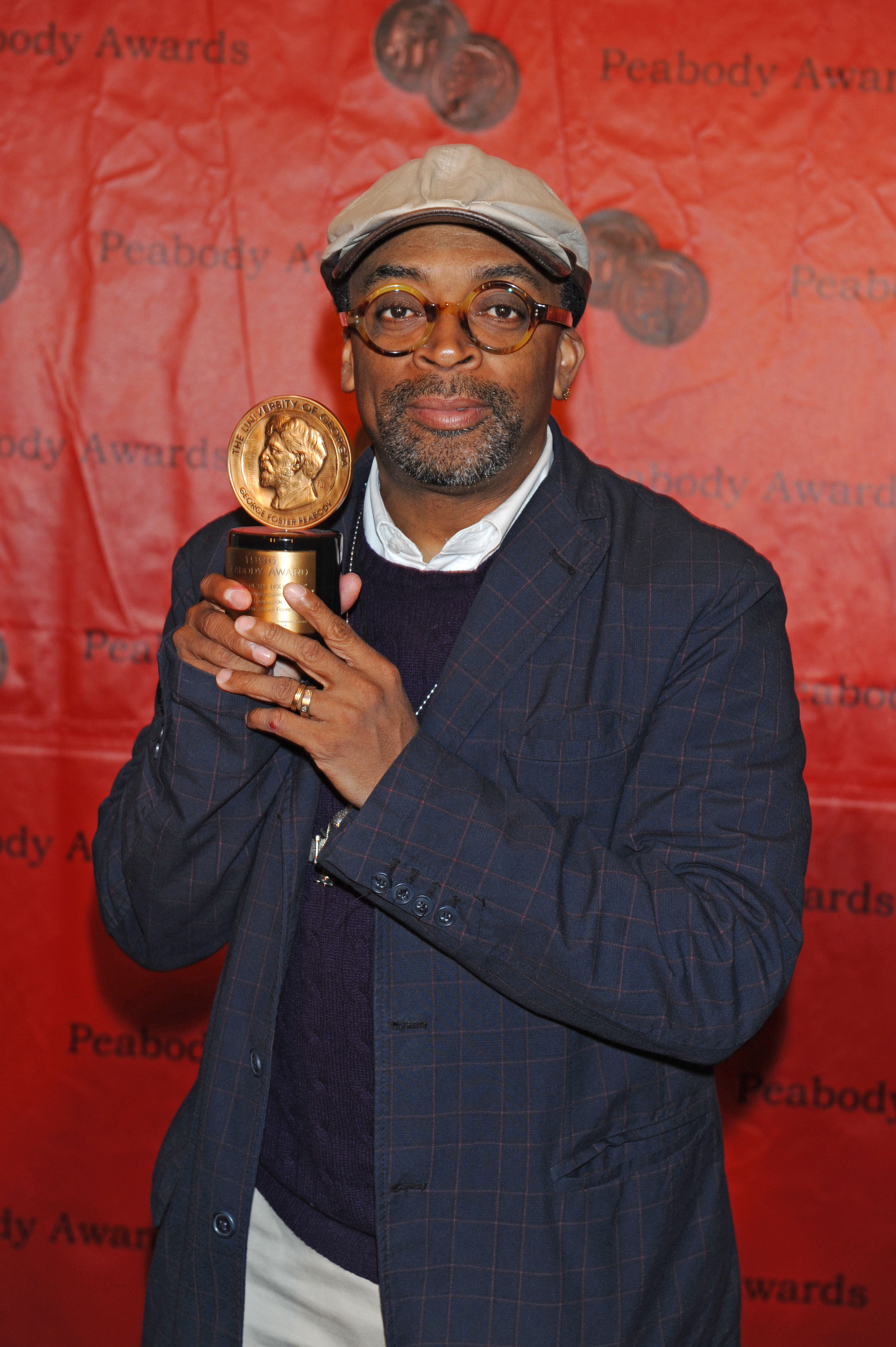
Spike Lee, vítěz v kategorii nejlepší režie a nejlepší adaptovaný scénář

## Vítězové a nominovaní

### Nejlepší film
Zrodila se hvězda
- BlacKkKlansman
- Roma
- Zoufalství a naděje
- Vice

### Nejlepší režisér
Spike Lee – BlacKkKlansman
- Bradley Cooper– Zrodila se hvězda
- Alfonso Cuarón – Roma
- Yorgos Lanthimos – Favoritka
- Adam McKay – Vice

### Nejlepší adaptovaný scénář
Charlie Wachtel, David Rabinowitz, Kevin Willmott, a Spike Lee – BlacKkKlansman
- Nicole Holofcenera Jeff Whitty – Dokážete mi kdy odpustit?
- Barry Jenkins – Kdyby ulice Beale mohla mluvit
- Eric Roth, Bradley Cooper a Will Fetters – Zrodila se hvězda
- Gillian Flynnová a Steve McQueen – Vdovy

### Nejlepší původní scénář
Adam McKay– Vice
- Bo Burnham – Osmá třída
- Deborah Davis a Tony McNamara – Favoritka
- Paul Schrader– Zoufalství a naděje
- Bryan Woods, Scott Beck a John Krasinski – Tiché místo

### Nejlepší herec v hlavní roli
Ethan Hawke – Zoufalství a naděje
- Christian Bale – Vice
- Bradley Cooper – Zrodila se hvězda
- Willem Dafoe – U brány věčnosti
- Rami Malek – Bohemian Rhapsody

### Nejlepší herečka v hlavní roli
Toni Collette – Děsivé dědictví
- Glenn Close – Žena
- Olivia Colmanová – Favoritka
- Lady Gaga – Zrodila se hvězda
- Charlize Theron – Tully

### Nejlepší herec ve vedlejší roli
Richard E. Grant – Dokážete mi kdy odpustit?
- Mahershala Ali – Zelená kniha
- Timothée Chalamet – Krásný kluk
- Michael B. Jordan – Black Panther
- Steve Carell – Vice

### Nejlepší herečka ve vedlejší roli
Regina Kingová – Kdyby ulice Beale mohla mluvit
- Amy Adams – Vice
- Emma Stoneová – Favoritka
- Rachel Weisz – Favoritka
- Emily Bluntová – Tiché místo

### Nejlepší dokument
Won’t You Be Me Neighbor?
- Free Solo
- RBG
- Veletrh vědy
- Tři blízcí neznámí

### Nejlepší akční film
Mission: Impossible – Fallout
- Ant-Man a Wasp
- Avengers: Infinity War
- Black Panther
- Ready Player One: Hra začíná

### Nejlepší komedie
Favoritka
- Deadpool 2
- Noční hra
- Paddington 2
- Sorry to Bother You

### Nejlepší cizojazyčný film
Roma
- Kafarnaum
- Kapitán
- Tísňové volání
- Zloději

### Nejlepší animovaný film
Spider-Man: Paralelní světy
- Hotel Transylvánie 3: Příšerózní dovolená
- Úžasňákovi 2
- Psí ostrov
- Raubíř Ralf a internet

### Nejlepší kamera
Alfonso Cuarón – Roma
- James Laxton – Kdyby ulice Beale mohla mluvit
- Matthew Libatique – Zrodila se hvězda
- Robbie Ryan – Favoritka
- Linus Sandgren – První člověk
- Sean Porter – Zelená kniha

### Nejlepší střih
Hank Corwin – Vice
- Jay Cassidy – Zrodila se hvězda
- Tom Cross – První člověk
- Alfonso Cuarón, Adam Gough – Roma
- Joe Walker – Vdovy

### Nejlepší vizuální efekty
Avengers: Infinity War
- Annihilation
- Black Panther
- Ready Player One: Hra začíná
- Solo: Star Wars Story

### Nejlepší výprava
Hannah Beachler – Black Panther
- Eugenio Caballero – Roma
- Fiona Crombie – Favoritka
- Nathan Crowley – První člověk
- Mark Friedberg – Kdyby ulice Beale mohla mluvit

### Nejlepší skladatel
Terence Blanchard – BlacKkKlansman
- Nicholas Britell – Kdyby ulice Beale mohla mluvit
- Justin Hurwitz – První člověk
- Geoff Barrow a Ben Salisbury – Annihilation
- Carter Burwell – Balada o Busterovi Scruggsovi

### Nejlepší soundtrack
Bohemian Rhapsody
- BlacKkKlansman
- Nenávist, kterou jsi probudil
- Ready Player One: Hra začíná
- Zrodila se hvězda

### Nejlepší scéna
Roma
- Avengers: Infinity War
- BlacKkKlansman
- Bohemian Rhapsody
- Vice

### Nejhorší film
V pasti času
- Hele Muppete, kdo tady vraždí?
- Sám život
- Život je večírek